# Arctostaphylos pungens
Arctostaphylos pungens is een plant uit de heidefamilie (Ericaceae). Zoals de andere manzanitasoorten komt deze soort in de chaparralgebieden in het westen van Noord-Amerika voor, maar ook in bossen en woestijnen. De soort is inheems in het zuidwesten van de Verenigde Staten en in noorden en centrum van Mexico. A. pungens is een van de meest wijdverspreide soorten in het westen van de VS.
In het Engels wordt de plant doorgaans Pointleaf manzanita of Mexican manzanita genoemd.

## Beschrijving
A. pungens is een uitwaaierende struik die tot drie meter hoog kan worden. De schors is zacht en roodkleurig. De kleinere twijgjes en jonge bladjes zijn licht wollig. Volgroeide bladeren zijn lederachtig, blinkend en groen. Ze zijn meestal ovaal of breed lancetvormig en kunnen tot 4 cm lang worden. Het bloemgestel bestaat uit een cluster van witte bloempjes die de vorm van een urne hebben. De vruchten zijn kleine steenvruchten van enkele millimeters breed. De vruchten van de A. pungens worden gegeten door verschillende wilde dieren. In Mexico worden de bessen ook door mensen geplukt om er jam van te maken.
De plant leeft in droge, ondiepe en zure grind- en zandbodems. De zaden van A. pungens kunnen pas kiemen nadat ze door natuurbrand aangetast zijn (scarificeren).

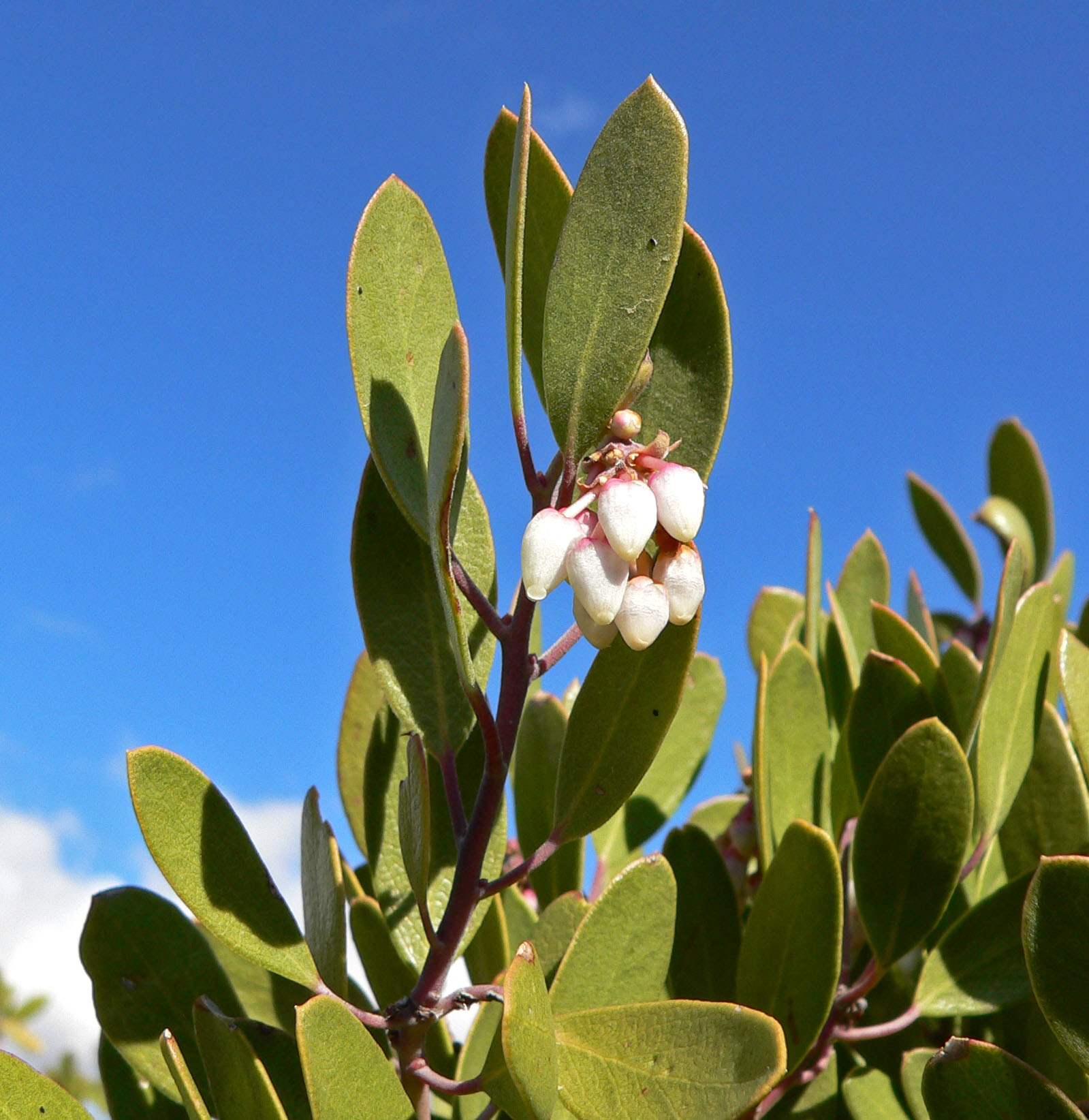
Bladeren en bloemen van A. pungens
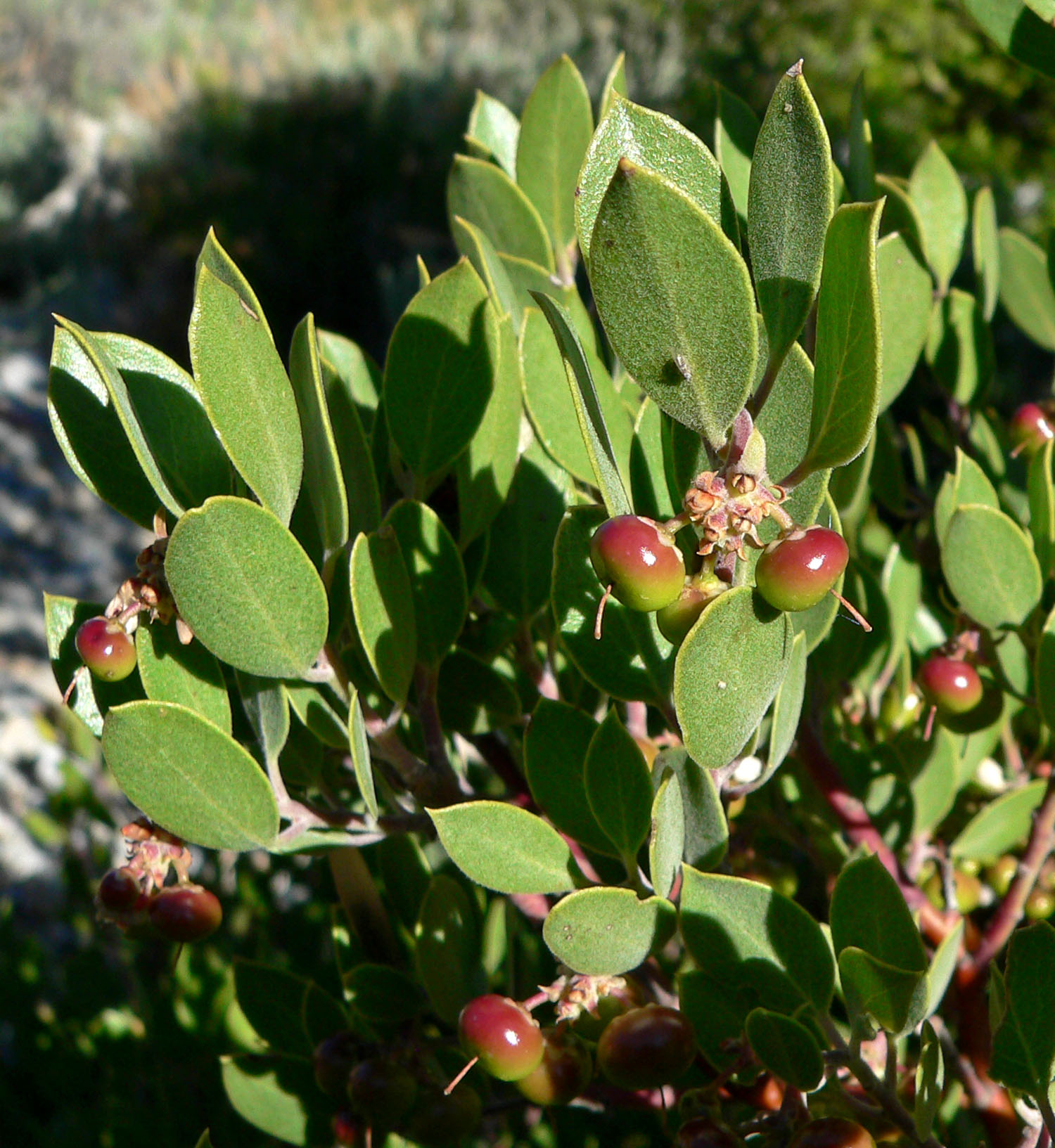
Bessen
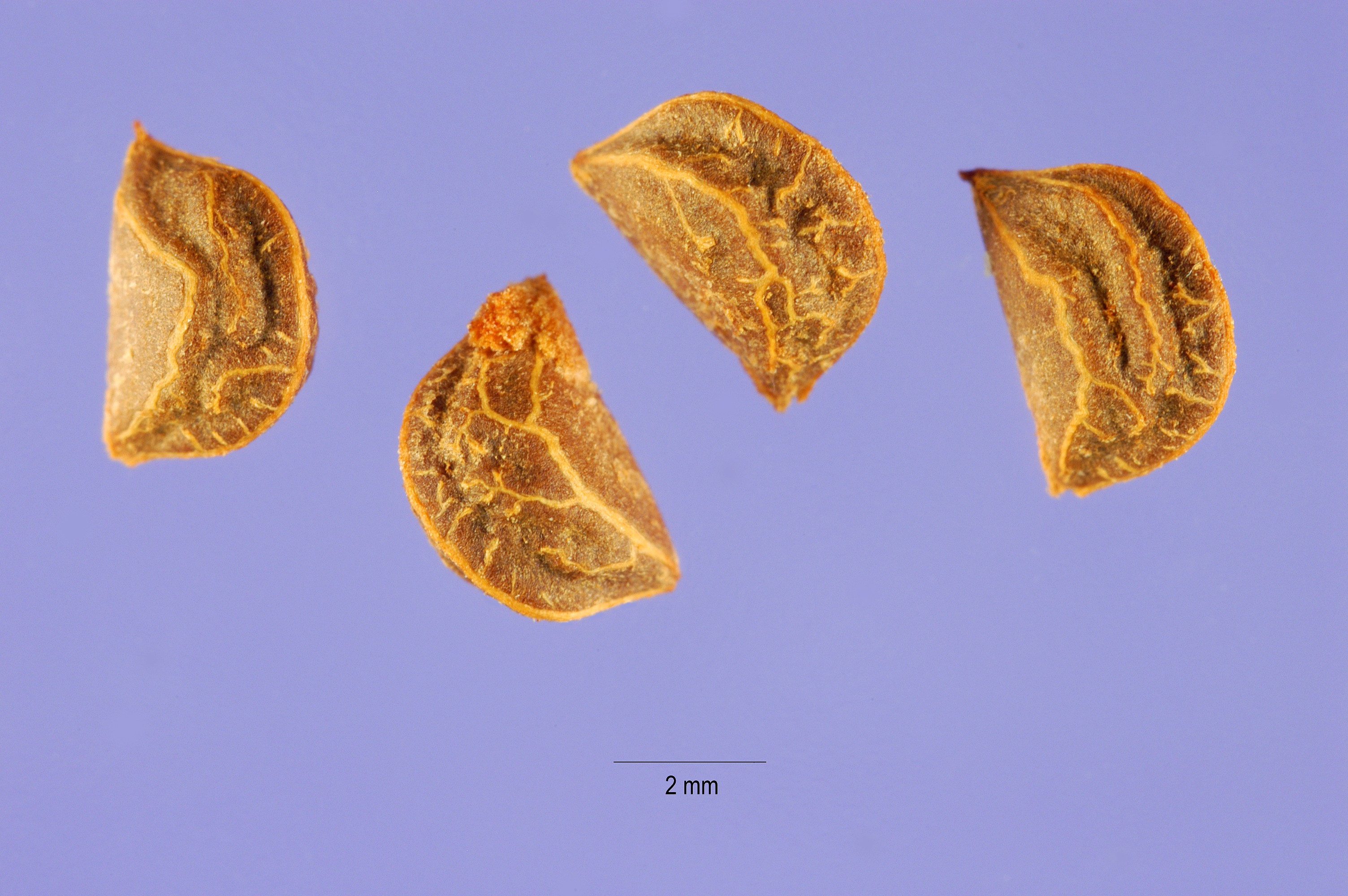
Zaden